# Varianten van SARS-CoV-2
SARS-CoV-2 heeft vele varianten.
Het virus, dat voluit  Severe acute respiratory syndrome coronavirus 2 heet, kan bij mensen de ziekte COVID-19 veroorzaken. Het gaat om genetische varianten die ontstaan door mutaties. Sommige werden belangrijk geacht omdat zij mogelijk besmettelijker, virulenter of beter bestand tegen vaccins zijn.

## Overzicht
Onderstaande tabel toont informatie over varianten met een eventueel verhoogd risico.
| Variant        | Ontdekking en verspreiding | Ontdekking en verspreiding | Ontdekking en verspreiding | Genetica en identificatie | Genetica en identificatie | Genetica en identificatie | Genetica en identificatie        | Genetica en identificatie                 | Klinische veranderingen t.o.v. Wuhan-variant | Klinische veranderingen t.o.v. Wuhan-variant | Klinische veranderingen t.o.v. Wuhan-variant             |
|                | Eerst gevonden             | Datum                      | Verspreiding               | WHO-label                 | PANGO-lineage             | Nextstrain-clade          | Andere namen                     | Belangrijke mutaties                      | Besmettelijkheid                             | Virulentie                                   | Antigeniciteit                                           |
| -------------- | -------------------------- | -------------------------- | -------------------------- | ------------------------- | ------------------------- | ------------------------- | -------------------------------- | ----------------------------------------- | -------------------------------------------- | -------------------------------------------- | -------------------------------------------------------- |
| Alfavariant    | Verenigd Koninkrijk        | Okt 2020                   | Wereldwijd                 | α (alfa)                  | B.1.1.7                   | 20I/501Y.V1               | Britse variant                   | N501Y, D614G, P681H                       | ca. 50% hoger                                | Geen bewijs van verandering                  | Geen verandering                                         |
| Bètavariant    | Zuid-Afrika                | Okt 2020                   | Wereldwijd                 | β (bèta)                  | B.1.351                   | 20H/501Y.V2               | Zuid-Afrikaanse variant          | K417N, E484K, N501Y, D614G, A701V         | ca. 50% hoger                                | Geen bewijs van verandering                  | Significante reductie in neutralisatie door antilichamen |
| Gammavariant   | Brazilië                   | Dec 2020                   | Wereldwijd                 | γ (gamma)                 | B.1.1.28.1 (P.1)          | 20J/501Y.V3               | Braziliaanse variant             | K417T, E484K, N501Y, D614G, H655Y         | 152% hoger                                   | 45% dodelijker                               | Verminderde effectieve neutralisatie                     |
| Deltavariant   | India                      | Okt 2020                   | Wereldwijd                 | δ (delta)                 | B.1.617.2                 |                           | Indiase variant                  | L452R, T478K, D614G, P681R                | ca. 120%-150%                                | In onderzoek                                 | Lichte daling in effectieve neutralisatie                |
| Epsilonvariant | Verenigde Staten           | Jun 2020                   | Wereldwijd                 | ε (epsilon)               | B.1.429, B.1.427          | 20C/S:452R                | Californische variant            | L452R, D614G                              | 20% hoger                                    | In onderzoek                                 | Matig tot ernstige reductie in neutralisatie             |
| Zètavariant    | Brazilië                   | Mrt 2021                   |                            | ζ (zèta)                  | B.1.1.28.2 (P.2)          | 20B/S.484K                |                                  | E484K, D614G                              |                                              |                                              |                                                          |
| Ètavariant     | Nigeria                    | Dec 2020                   | Wereldwijd                 | η (èta)                   | B.1.525                   | 20C                       |                                  | E484K, D614G, Q677H                       | In onderzoek                                 | In onderzoek                                 | Mogelijk verlaagde neutralisatie                         |
| Thètavariant   | Filipijnen                 | Mrt 2021                   |                            | θ (thèta)                 | B.1.1.28.3 (P.3)          | 20B/S:265C                |                                  | E484K, N501Y, D614G, P681H                |                                              |                                              |                                                          |
| Jotavariant    | Verenigde Staten           | Mrt 2021                   |                            | ι (jota)                  | B.1.526                   | 20C/S:484K                |                                  | E484K, D614G, A701V                       |                                              |                                              |                                                          |
| Kappavariant   | India                      | Okt 2020                   | Wereldwijd                 | κ (kappa)                 | B.1.617.1                 |                           | Indiase variant                  | L452R, E484Q, D614G, P681R                | In onderzoek                                 | In onderzoek                                 | Lichte daling in effectieve neutralisatie                |
| Lambdavariant  | Peru                       | Jun 2021                   |                            | λ (lambda)                | B.1.1.1.37 (C.37)         | GR/452Q.V1                |                                  | L452Q, F490S, D614G                       |                                              |                                              |                                                          |
| Muvariant      | Colombia                   | Jan 2021                   |                            | μ (mu)                    | B.1.621                   |                           | Colombiaanse variant             | R346K, E484K, N501Y, D614G, P681H         |                                              |                                              |                                                          |
| B.1.616        | Frankrijk                  | Jan 2021                   |                            |                           | B.1.616                   |                           | Franse variant, variant Bretagne | V483A, D614G, H655Y, G669S                |                                              |                                              |                                                          |
| B.1.620        | Litouwen                   | Feb 2021                   |                            |                           | B.1.620                   |                           |                                  | S477N, E484K, D614G, P681H                |                                              |                                              |                                                          |
| Delta Plus     | Verenigd Koninkrijk        | Mei 2021                   |                            |                           | B.1.617.2.4.2 (AY.4.2)    |                           |                                  |                                           |                                              |                                              |                                                          |
| Omikronvariant | Zuid-Afrika                | Nov 2021                   | Wereldwijd                 | ο (omikron)               | B.1.1.529                 |                           |                                  | P681H, N440K, N501Y, S477N en vele andere |                                              |                                              |                                                          |